# Guido Mangold
 Guido Mangold (* 26. Januar 1934 in Ravensburg) ist ein deutscher Fotograf und Fotojournalist. Er lebt in Ottobrunn bei München.

## Leben
Guido Mangold verließ auf Wunsch seines Vaters als 14-Jähriger die Realschule. Er absolvierte eine Bäckerlehre im väterlichen Betrieb in Ravensburg und besuchte die Konditor-Fachschule in Stuttgart. Nach einer Gesellenzeit in Ludwigsburg und einem Hotel in Bern wanderte er 1954 nach Vancouver (Kanada) aus. Dort arbeitete er als Pâtissier in einem Grandhotel.
Noch während seiner Konditorzeit in Deutschland begann Mangold zu fotografieren, und in Vancouver erwarb er sich weiteres Wissen, indem er in einem Porträtatelier aushalf. Bei einem Kodak-Fotowettbewerb erhielten seine Bilder die ersten drei Preise (die Bilder wurden anonym eingesandt), und Mangold wandte sich ganz der Fotografie zu.
1957 kehrte Guido Mangold nach Deutschland zurück, um Bildjournalismus bei Otto Steinert an der Schule für Kunst und Handwerk (Saarbrücken) zu studieren. Dann 1958 der Wechsel mit Otto Steinert an die Folkwang-Schule in Essen, die er 1960 mit Examen und dem Folkwang Leistungspreis abschloss. Danach wurde er als Theaterfotograf an den städtischen Bühnen in Essen engagiert.
Von 1961 an arbeitete er als Fotograf für United States Information Service (USIS) in Bad Godesberg. 1962 verließ er die USIS, um im Auftrag der Hilfsorganisation Misereor mehrere Wochen nach Südostasien zu reisen und dort einheimische Lebenskultur zu dokumentieren. Nach einer Bildstrecke in der Zeitschrift Kontraste wurde Willy Fleckhaus auf ihn aufmerksam, und Guido Mangold erhielt von 1963 einen Mitarbeitervertrag bei der Illustrierten Quick (Chefredakteur Karl-Heinz Hagen, Cheflayouter Willy Fleckhaus), für die er als Bildjournalist weltweit unterwegs war.
Nach dem Verkauf von Quick arbeitete Guido Mangold ab 1966 als freier Mitarbeiter bei deutschen Magazinen: twen, Eltern, Playboy, Jasmin, Stern, ab 1976 für GEO und Merian, für die er auch Bildbände publizierte und seit 1993 für Focus. Für Werbeproduktionen war er in den 70er Jahren u. a. tätig für Coca-Cola, Stuyvesant, Camel sowie für Hersteller von Kosmetik und Mode.
Guido Mangold ist seit 1961 verheiratet, hat zwei Töchter (* 1962, * 1966) und lebt in Ottobrunn bei München.

## Werk
Seine frühen Schwarzweiß-Aufnahmen der Industrielandschaften im Ruhrgebiet und seine Porträts sind noch vom strengen graphischen Stil seines Lehrers geprägt. Ein Beispiel dafür ist das Porträt der Schriftstellerin Annette Kolb, die er 1959 in Paris aufsuchte, und das 1960 auf der Mailänder Biennale prämiert wurde. Mangolds Bildsprache entwickelte sich weiter hin zum Stil der Life-Fotografie, die Lebensverhältnisse von Menschen in psychologisch eindrucksvollen Porträts dokumentiert.
Der internationale Durchbruch als Pressefotograf gelang Mangold mit der Reportage vom Besuch John F. Kennedys in Deutschland (Sommer 1963).
Seine Momentaufnahmen vom Politikern wie Konrad Adenauer, John F. Kennedy oder Willy Brandt gehen in ihrer Eindringlichkeit oft über die Flüchtigkeit der tagesaktuellen Reportageberichterstattung hinaus und wurden zu Dokumenten ihrer Zeit. Mangolds Aktaufnahmen der 60er und 70er Jahre erschienen auf den Titelblättern von Stern bis Playboy oder lagen als Aktposter den Illustrierten bei. Er gilt als Entdecker des legendären Covergirls Uschi Obermaier, die er dreimal für twen ablichtete. Weitere Porträtserien sind den Künstlern der deutschen und amerikanischen Pop Art wie George Segal, Duane Hanson, Alex Colville, Joseph Beuys oder Georg Baselitz gewidmet.
Der Einzug der Farbfotografie in die Printmedien brachte für Mangold auch eine Veränderung in der Wahl seiner Bildthemen mit sich. Die Reisereportage und das Landschaftsporträt gewannen zunehmend an Bedeutung. Im Auftrag von Geo und Merian führte er über 70 Reportagen aus und realisierte zahlreiche Bücher.
Artikel
- China-Oper: Ein Hit seit tausend Jahren.  In: Geo-Magazin. Hamburg 1980,6, S. 112–132. Fotos zum informativen Erlebnisbericht von Johannes Schaaf.    ISSN 0342-8311
- Estland: "Sag nichts gegen Tallinn".  In: Geo-Magazin. Hamburg 1980,7, S. 40–58. Fotos zum informativen Erlebnisbericht von Roger Anderson.    ISSN 0342-8311

## Auszeichnungen
- 1960: Goldmedaille Foto-Biennale in Mailand (Porträt von Annette Kolb)
- 1962: World Press Photo Award – 1. Preis – Kategorie: Most Artistic Press Photo (Porträt von Louis Armstrong)
- 1963: World Press Photo Award – Honorable mention – Kategorie: Most Artistic Press Photo (Porträt von Konrad Adenauer)
- 1970: Goldmedaille Art Director’s Club New York (twen-Reportage über den Maler Lambert Maria Wintersberger)

## Ausstellungen
- Einzelausstellungen
  - Reportagen. Stadtmuseum München 1983
  - Guido Mangold – Fotografien 1958 bis heute. Retrospektive im Stadtmuseum München vom 21. Mai bis 12. September 2010
  - Guido Mangold – Die Welt mit meinen Augen. Kunstmuseum Ravensburg vom 23. Juli bis 16. Oktober 2016

- Gruppenausstellungen
  - Das Aktfoto – Ästhetik, Geschichte, Ideologie. Stadtmuseum München 1985
  - twen – Revision einer Legende. Stadtmuseum München 2004
  - The Kennedys. Galerie Camera Work Berlin 2004
  - Nude Visions. Stadtmuseum München 2009

## Veröffentlichungen
- Oswalt Kolle: Dein Kind. Fotos v. Guido Mangold u. a. Südwest-Verlag, München 1964, Buchausgabe der Quick-Serie Dein Kind, das unbekannte Wesen
- Wilhelm Kesting und Guido Mangold: Liebe ohne Tod. Steyler Verlag, St. Augustin 1965
- Oswalt Kolle: Dein Mann, das unbekannte Wesen. Fotos v. Guido Mangold u. a. Südwest-Verlag, München 1967
- Oswalt Kolle: Deine Frau, das unbekannte Wesen. Fotos v. Guido Mangold u. a. Südwest-Verlag, München 1967
- Christian Diener, Walther Schünemann (Hrsg.): Meister der erotischen Fotografie. Guy Bourdin, Hans Feurer, Guido Mangold, Christian Vogt. Heyne, München 1972
- Guido Mangold: Die Mosel. Text v. Ludwig Harig, Ellert & Richter, Hamburg 1984, ISBN 3-922294-41-3
- Wolf Schneider und Guido Mangold: Die Alpen. Wildnis, Almrausch, Rummelplatz. Gruner + Jahr, Hamburg 1984, ISBN 3-570-02380-X
- Hermann Schreiber und Guido Mangold: Werkstatt Bayreuth. Albrecht Knaus Verlag, München 1986, ISBN 3-8135-2292-X
- Guido Mangold: Salzburg, Salzburger Land. Text von Barbara Voigt, Ellert & Richter, Hamburg 1986, ISBN 3-922294-60-X
- Guido Mangold: Sizilien. Text Esther Koppel, Hoffmann und Campe, Hamburg 1988, ISBN 3-455-08296-3
- Guido Mangold: Die Dolomiten. Porträt einer Landschaft und ihrer Menschen. Mit Essays von Robert Gratzer, Athesia, Bozen 1988, ISBN 88-7014-496-8
- Guido Mangold: Korsika. (Collection Merian) Text von Alphons Schauseil, Hoffmann und Campe, Hamburg 1989, ISBN 3-455-08406-0
- Guido Mangold: Irland. (Collection Merian) Text von Siggi Weidemann, Hoffmann und Campe, Hamburg 1989, ISBN 3-455-08407-9
- Guido Mangold: Paris. (Collection Merian) Text von Ulrich Wickert, Hoffmann und Campe, Hamburg 1989, ISBN 3-455-08402-8
- Guido Mangold: Südtirol. Porträt eines Landes und seiner Menschen. Texte von Inga Hosp, Athesia, Bozen 1991, ISBN 88-7014-636-7
- Guido Mangold und Sebastian Marseiler: Bergbauern in Südtirol. Hoffnung und Widerspruch. Athesia, Bozen 1994, ISBN 88-7014-807-6
- Guido Mangold und Alfred Komarek: Das Ötztal. Haymon Verlag, Innsbruck 1999, (Neuauflage 2004) ISBN 3-85218-301-4
- Guido Mangold und Hans Grießmair: Brauchtum in Südtirol. Athesia, Bozen 2000, ISBN 88-8266-072-9
- Guido Mangold und Hans Grießmair: Usi e costumi del Sudtirolo. Athesia, Bozen 2000, ISBN 88-88621-04-0
- Guido Mangold: Lust auf Landschaft und Natur im Landkreis Esslingen. Text von Wolfgang Roser und Roland Bauer, KSK Esslingen-Nürtingen, Esslingen 2000, ISBN 3-00-005507-X
- Sebastian Marseiler, Hans Gschnitzer und Guido Mangold: Die Stube. Ein Platz für alle Tage. Edition Raetia, Bozen 2001, ISBN 88-7283-158-X
- Guido Mangold und Wolftraud DeConcini: Südtirol. Eine Bildreise. Ellert & Richter, Hamburg 2006, ISBN 3-8319-0252-6
- Ulrich Pohlmann (Hrsg.): Guido Mangold – Fotografien 1958 bis heute. Texte von Ulrich Pohlmann und Christiane Breustedt, Schirmer/Mosel, München 2010, ISBN 978-3-8296-0466-6
- Guido Mangold: Ravensburg mit meinen Augen. Mit Texten von Klaus Nachbaur. Biberacher Verlagsdruckerei, Biberach 2017, ISBN 978-3-943391-99-2